# Хмељ (род)
Хмељ (лат. Humulus) биљни је род из породице Cannabaceae. Углавном расте у деловима са умереном климом. Род садржи три врсте од којих је најпознатија Humulus lupulus која се користи у производњи пива.

## Врсте
- — источна Азија
- — Кина
- — Европа, западна Азија, Северна Америка